# Isosauris martha
Isosauris martha là một loài bướm đêm trong họ Geometridae.